# 布施村 (兵庫県)
布施村（ふせむら）は、兵庫県揖保郡にあった村。現在のたつの市揖西町の南西部にあたる。

## 地理
- 山岳 ： 飯盛山
- 河川 ： 前川

## 歴史
- 1889年（明治22年）4月1日 - 町村制の施行により、揖西郡龍子村・住吉村・北沢村・長尾村・尾崎村・小畑村・南山村・土師村・竹原村の区域をもって発足。
- 1896年（明治29年）4月1日 - 所属郡が揖保郡に変更。
- 1909年（明治42年）5月1日 - 平井村・桑原村と合併して揖西村が発足。同日布施村廃止。

## 交通

### 道路
現在は旧村域に山陽自動車道・播磨自動車道の播磨ジャンクション、山陽自動車道の龍野西インターチェンジが所在するが、当時は未開通。